# Gestreiftes Buschhörnchen
Das Gestreifte Buschhörnchen (Paraxerus flavovittis) ist eine Hörnchenart aus der Gattung der Afrikanischen Buschhörnchen (Paraxerus). Es kommt im Südosten des afrikanischen Kontinents im Küstengebiet vom Südosten Kenias bis in den Norden von Mosambik vor.

## Merkmale
Das Gestreifte Buschhörnchen erreicht eine durchschnittliche Kopf-Rumpf-Länge von etwa 16,5 bis 17,6 Zentimetern, der Schwanz ist etwa 16,0 bis 17,5 Zentimeter lang. Die Hinterfußlänge beträgt etwa 35 bis 40 Millimeter, die Ohrlänge 15 bis 18 Millimeter. Die Tiere haben ein kurzes und raues Fell, die Grundfärbung ist rötlich-braun und variiert saisonal und individuell. Die Haare des Rückenfells sind schwarz mit einem oder mehreren rotbraunen Bändern und einer weißen Haarspitze. An den Körperseiten besitzen sie jeweils einen auffälligen weißen bis gelblichen und etwa neun bis zehn Millimeter breiten Seitenstreifen, der nach unten von einem feinen dunkleren Streifen begrenzt wird. Unterhalb der Seitenstreifen ist das Fell an den Flanken olivbraun. Auf den Vorderfüßen besitzen sie vereinzelte ockerfarbene Haare, die eine entsprechende Einfärbung ergeben und um die Schultern, dem Kopf und in der Leistengegend kann zudem eine ockerfarbene Einwaschung vorhanden sein. Das Bauchfell ist weiß bis weißlich-braun. Auf den Wangen befinden sich zwei undeutliche helle Streifen jeweils ober- und unterhalb der Augen, die von der Nase bis zum Ohr reichen. Die Vorder- und Hinterfüße sind weißlich eingefärbt. Der Schwanz, der etwa so lang wie der Restkörper ist, wird zum Ende hin buschig und besitzt am Schwanzende helle und dunkle Ringe.
| 1 | · | 0 | · | 2 | · | 3 | = 22 |
| 1 | · | 0 | · | 1 | · | 3 | = 22 |

Der Schädel hat eine Gesamtlänge von 38,6 bis 42,2 Millimetern und eine Breite von 21,1 bis 23,7 Millimetern. Wie alle Arten der Gattung besitzt die Art im Oberkiefer pro Hälfte einen zu einem Nagezahn ausgebildeten Schneidezahn (Incisivus), dem eine Zahnlücke (Diastema) folgt. Hierauf folgen zwei Prämolare und drei Molare. Die Zähne im Unterkiefer entsprechen denen im Oberkiefer, allerdings nur mit einem Prämolaren. Insgesamt verfügen die Tiere damit über ein Gebiss aus 22 Zähnen. Die Zahnreihe der Mahlzähne vom ersten Prämolar bis zum dritten Molar beträgt 6,7 bis 7,9 Millimeter. Der knöcherne Gaumen endet am Vorderrand der letzten Molaren.
Das Gestreifte Buschhörnchen ähnelt anderen Buschhörnchen, ist im Vergleich zu anderen Arten jedoch in der Regel etwas kleiner. Das sympatrisch vorkommende und ähnliche Smith-Buschhörnchen (Paraxerus cepapi) und auch das Ocker-Buschhörnchen (Paraxerus ochraceus) besitzen keinen Seitenstreifen.

## Verbreitung
Das Gestreifte Buschhörnchen kommt im Südosten des afrikanischen Kontinents im Küstengebiet vom Südosten Kenias über den Osten und Südosten von Tansania und den Südosten von Malawi bis in den Norden von Mosambik vor.

## Lebensweise
Das Gestreifte Buschhörnchen lebt in Wald- und Savannengebieten sowie in Dickichten, wobei es Habitate mit dichtem Geäst und reichlich Nistmöglichkeiten bevorzugt. Es kommt zudem in landwirtschaftlich genutzten Flächen vor.
Die Tiere sind tagaktiv und wie andere Buschhörnchen baumlebend. Sie leben solitär, in Paaren oder als Familien mit Muttertier und Nachwuchs. Die Tiere bauen ihre Nester in Baumhöhlen und andere passenden Nistmöglichkeiten der Laubhölzer, gelegentlich nisten sie jedoch auch in Hausdächern. Wie andere Arten der Gattung sind sie omnivor und sie suchen ihre Nahrung am Boden und in den Bäumen. Die Nahrung besteht dabei aus Früchten, Samen, Knospen, Blättern und Wurzeln sowie Insekten und anderen verfügbaren tierischen Nahrungsquellen. In landwirtschaftlich genutzten Flächen ernähren sie sich von Hirse und anderen Anbaupflanzen.
Jungtiere wurden zu verschiedenen Monaten beobachtet, bislang im März, April, Juni und September. Eine eingegrenzte Paarungszeit ist entsprechend wahrscheinlich nicht vorhanden. Die Jungtiere werden in den Nestern geboren. Die Ausfärbung mit den hellen Seitenstreifen erfolgt bei einer Kopf-Rumpf-Länge von 9 bis 10 Zentimetern. Über Parasiten und Beutegreifer liegen keine Informationen vor.

## Systematik
Das Gestreifte Buschhörnchen wird als eigenständige Art innerhalb der Gattung der Afrikanischen Buschhörnchen (Paraxerus) eingeordnet, die aus elf Arten besteht. Die wissenschaftliche Erstbeschreibung stammt von Wilhelm Peters aus dem Jahr 1852, der die Art anhand von Individuen aus Mocímboa da Praia im Norden von Mosambik beschrieb.
Innerhalb der Art werden mit der Nominatform vier Unterarten unterschieden:
- Paraxerus flavovittis flavovittis: Nominatform; kommt im östlichen Mosambik um Cabaceira vor.
- Paraxerus flavovittis exgeanus: im Südosten von Tansania. Die Seitenstreifen sind kürzer und mit einer Breite von etwa fünf Millimetern auch schmaler als bei der Nominatform.
- Paraxerus flavovittis ibeanus: im Südosten von Tansania. Die Gesichtsstreifen sind blasser als bei der Nominatform, die Seitenstreifen sind kürzer und breiter.
- Paraxerus flavovittis mossambicus: um Mocímboa im Norden von Mosambik. Die Seitenstreifen sind weiß oder elfenbeinfarben, umrandet von einfarbig dunklem Fell. Die Kopfoberseite und der Nacken sind dunkelgrau, das Rückenfell ist dunkel olivbraun.[3] Diese Unterart wird bei Shennum und Thorington 2013 nicht aufgeführt.[1]

## Status, Bedrohung und Schutz
Das Gestreifte Buschhörnchen wird von der International Union for Conservation of Nature and Natural Resources (IUCN) als nicht gefährdet („least concern“) eingestuft. Begründet wird dies mit dem großen Verbreitungsgebiet und den angenommen großen Beständen. Es kommt zudem in zahlreichen geschützten Gebieten vor und ist sehr anpassungsfähig gegenüber Lebensraumveränderungen, es verzeichnet entsprechend keine signifikanten Rückgänge und potenzielle bestandsgefährdende Risiken sind nicht vorhanden.

## Belege
1. 1 2 3 4 5 6 7 8 9 10 11 12 13  Chad E. Shennum, Richard W. Thorington Jr.: Paraxerus flavovittis, Striped Bush Squirrel. In: Jonathan Kingdon, David Happold, Michael Hoffmann, Thomas Butynski, Meredith Happold und Jan Kalina (Hrsg.): Mammals of Africa Volume III. Rodents, Hares and Rabbits. Bloomsbury, London 2013, S. 80–81; ISBN 978-1-4081-2253-2.
2. ↑  Peter Grubb: Genus Paraxerus, Bush Squirrels. In: Jonathan Kingdon, David Happold, Michael Hoffmann, Thomas Butynski, Meredith Happold und Jan Kalina (Hrsg.): Mammals of Africa Volume III. Rodents, Hares and Rabbits. Bloomsbury, London 2013, S. 72–74; ISBN 978-1-4081-2253-2.
3. 1 2 3 4 5  Richard W. Thorington Jr., John L. Koprowski, Michael A. Steele: Squirrels of the World. Johns Hopkins University Press, Baltimore MD 2012; S. 238–239. ISBN 978-1-4214-0469-1
4. 1 2  Paraxerus flavovittis in der Roten Liste gefährdeter Arten der IUCN 2016-1. Eingestellt von: P. Grubb, 2008. Abgerufen am 1. August 2016.
5. 1 2  Paraxerus flavovittis. In: Don E. Wilson, DeeAnn M. Reeder (Hrsg.): Mammal Species of the World. A taxonomic and geographic Reference. 2 Bände. 3. Auflage. Johns Hopkins University Press, Baltimore MD 2005, ISBN 0-8018-8221-4.